# ریچارد برانسون
سِر ریچارد چارلز نیکولاس برانسون (به انگلیسی: Sir Richard Charles Nicholas Branson)
(زاده ۱۸ ژوئیه ۱۹۵۰)، کارآفرین و سرمایه‌گذار بریتانیایی است. او رئیس و بنیان‌گذار گروه شرکت‌های ویرجین است که عنوان بیش از ۴۰۰ شرکت در سراسر دنیا را از آن خود کرده‌است. نخستین سرمایه‌گذاری برانسون در ۱۶ سالگی در یک مجله به نام دانش آموز (Student) بود. برپایهٔ فهرست ثروتمندترین افراد جهان مجلهٔ فوربز در سال ۲۰۱۲، او چهارمین شخص ثروتمند بریتانیایی بوده‌است. برآورد شده‌است که در سال ۲۰۱۲ ثروت او ۴٫۶ میلیارد دلار (آمریکا) بوده‌است.

## جوانی
برانسون در بلکهیث، لندن به دنیا آمد. او فرزند اول ادوارد جیمز برانسون (۱۰ مارس ۱۹۱۸-۱۹ مارس ۲۰۱۱) و ایو هانتلی برانسون است. پدربزرگ برانسون، سر جورج آرتور هاروین برانسون، قاضی دیوان عالی بریتانیا بود.
برانسون دچار بیماری خوانش‌پریشی است و در مدرسه و دوران دانش آموزی هم عملکرد مناسبی نداشته‌است اما بعدها او دریافت که دارای توانایی خوبی در برقراری ارتباط با دیگران است.
ریچارد برانسون در شانزده سالگی تحصیل را رها کرد و با کمک یکی از دوستانش مجله «دانش آموز» را براه انداخت. او بعدها، در دهه ۱۹۷۰، شرکت «ویرجین رکوردز» را تأسیس کرد و سپس شرکت «ویرجین گروپ». وی در دهه ۱۹۸۰، شرکت هواپیمایی «ویرجین آتلانتیک» را به وجود آورد و در دهه ۱۹۹۰، شاهد «ویرجین موبایل» و «ویرجین‌ترین» نیز بود.